# Waterpasta
Waterpasta (Frans: Pate a l'eau) is een dermatologische bereiding voor topische toepassing op de huid. Het is een magistrale bereiding die in België gedocumenteerd is in het Therapeutisch Magistraal Formularium (TMF)
Waterpasta bestaat uit gelijke delen zinkoxide, glycerol, talk en gezuiverd water.
Waterpasta laat toe om een uitgebreid huidoppervlak makkelijk te beschermen onder de vorm van een dunne en uniforme poederlaag. De waterpasta laat zich makkelijk vermengen met medicijnen en kan dus  als medium gebruikt worden om die geneesmiddelen op de huid aan te brengen.